# Tetragoneura simillima
Tetragoneura simillima är en tvåvingeart som beskrevs av Freeman 1954. Tetragoneura simillima ingår i släktet Tetragoneura och familjen svampmyggor. Inga underarter finns listade i Catalogue of Life.